# Luis Romero Pérez
Luis Romero Pérez (Arcila, Marroc, 5 de novembre de 1921 - Barcelona, 2 de maig de 2008) fou un púgil marroquí criat i educat a Barcelona.

## Biografia
Luis Romero fou en el seu dia el boxejador més popular d'Espanya, campió continental i aspirant al títol mundial, en l'àmbit nacional va tenir com a gran rival a Luis de Santiago que igual que Romero tenia seguidors incondicionals.
El 1927 s'instal·là a Barcelona amb la seva família, modests emigrants. I en finalitzar la guerra civil el 1941 s'inicià com a boxejador amateur en la categoria dels pesos gall. L'any següent el 1942 passà al professionalisme, i ben aviat es convertí en l'ídol de l'afecció barcelonina. Es proclamà campió d'Espanya del pesos gall el 1945 i del pes ploma el 1946, categoria, aquesta última, en la qual va sostenir combats èpics amb el madrileny Luis de Santiago, també pes ploma.
Amb un important rècord de victòries per K.O., el 1949 va poder disputar el títol d'Europa dels pesos gall a Barcelona, enfront del seu posseïdor, l'italià Guido Ferracini, al que derrotà per K.O. en el sèptim assalt. Rere una campanya amb nombroses victòries, entre elles enfront del britànic Dany O'Sullivan, la Federació Internacional obligà al campió mundial, el sud-africà Vic Towell, el qual refugia l'enfrontament, a defensar la seva corona contra Romero. El combat celebrat el 1951, a Johannesburg, finalitzà amb una discutida victòria de Towell als punts.
Luis Romero es retirà el 1958, i durant un temps regentà un gimnàs pugilístic.
Va rebre el premi al millor esportista espanyol de l'any de Mundo Deportivo l'any 1949.